# Надежда Обрадовић
Надежда Обрадовић (Београд, 6. јануара 1936 – Београд, 2004) је преводилац са француског и енглеског језика на српски, књижевни критичар, приређивач и антологичар.

## Биографија
Завршила је романистику - француски језик и књижевност на Филолошком факултету у Београду и радила на Електротехничком факултету у Београду. Бавила се превођењем с енглеског и француског језика на српски. Посебно ју је интересовала књижевост жена и афричка књижевност. Своје осврте и књижевне критике о делима српских писаца објављивала је у књижевним часописима World Literature Today (Оклахома, САД), Serbian Studies (NASSS - the North American Association for Serbian Studie) и Pen Internacional (Лондон, Енглеска).
Превела је прозу и приредила више тематских бројева часописа посвећених афричкој књижевности: Кораци (Крагујевац, 1984), Путеви (Бањалука, 1985), Живот (Сарајево, 1986), Стремљења (Приштина, 1988), Књижевна критика (Београд, 1988), Писмо (Београд, 2003) и Могућности (Сплит, 1989). Имала је на Трећем програму Радио Београда и Трећем програму Радио Сарајева преко сто емисија посвећених афричкој књижевности.
Превела је низ афричких и других писаца на српски језик. Била је члан Удружења за афричку књижевност, чије је седиште било у Америци, и члан Северноамеричког удружења за српске студије.

## Избори приповедака
- Ако желиш да ме спознаш, Глас, Бања Лука, 1985,
- Looking for a Rain God, Simon & Schuster, Њујорк, 1990,
- Die Suche nach dem Regengott : afrikanische Geschichten, Econ, Диселдорф, 1994,
- African Rhapsody, Doubleday, Њујорк, 1994,
- Мајка је била сјајан човек, афричке женске приче, ДеведесетЧетврта, Београд, 1995,
- Безгласни крик, савремена женска прича, Просвета, Београд, 1997,
- Die Suche nach dem Regengott. Afrikanische Geschichten, на немачком, ADMOS Media GmbH, 1998
- Под бадемовим дрветом : савремена нигеријска прича, Просвета, 1998,
- Савремена индијска прича, Клио, Београд, 2000,
- The Anchor Book of Modern African Stories, на енглеском, Knopf Doubleday Publishing Group, 2002,
- Тако црна, тако плав, савремена аустралијска прича, Просвета, Београд, 2002,
- Врачеви и мађионичари, савремена нигеријска прича, Просвета, Београд, 2003.
- Видела сам урмине палме, египатска женска прича, Граматик, Београд, 2003,
- Нове афричке приче, Писмо, бр. 72-73, 2003.

## Антологије
- The Prince of Fire, антологија послератне српске приповетке, (Заједно са Радмилом Јовановић Горуп), University of Pittsburgh Press, 1998,
- Антологија кратке приче Африке, Багдала, Крушевац, 1989,